# Doug Steenland
Douglas Mark "Doug" Steenland, född 17 september 1951 i Passaic, New Jersey, är en amerikansk företagsledare som är styrelseordförande för det multinationella försäkringsbolaget American International Group, Inc. (AIG) sedan 2015. Han är också styrelseordförande för Travelport och ledamot i koncernstyrelsen för hotellkedjan Hilton Worldwide. Steenland har tidigare varit president och vd för det före detta globala flygbolaget Northwest Airlines mellan 2004 och 2008, när det fusionerades med konkurrenten Delta Air Lines, styrelseordförande för International Lease Finance Corporation (ILFC), ledamot för det internationella branschorganisationen International Air Transport Association (IATA) och rådgivare för riskkapitalbolaget Blackstone Group.
Han avlade en kandidatexamen i historia vid Calvin College och en juris doktor vid George Washington Universitys National Law Center.